# سالم عبلو
سالم عبلو هو لاعب كرة قدم ليبي يلعب كمهاجم. يلعب مع النادي الأهلي (طرابلس) منذ 2010.

## المشاركة الدولية
يلعب سالم عبلو مع المنتخب الليبي لكرة القدم منذ 2012 سجل فيهما هدفين، الهدف الأول في مباراة ودية أمام منتخب أوغندا في سنة 2013 والثاني أمام منتخب السودان في بطولة أمم أفريقيا للمحليين 2018.

## روابط خارجية
- سالم عبلو على موقع قاعدة بيانات كرة القدم.إي يو (الإنجليزية)
- سالم عبلو على موقع ناشيونال فوتبول تيمز (الإنجليزية)
- سالم عبلو على موقع Soccerway.com (الإنجليزية)